# 南十字座η
南十字座η （η Crucis）是在南十字座的一顆孤獨恆星，它的視星等為可以用肉眼看見的4.14m。依據恆星視差的測量，南十字座η與太陽相距64光年。大約在160萬年前，這顆恆星最接近太陽時的距離大約是26光年 。
這是一顆F型主序星，光譜類型為F2V。它的半徑是太陽半徑的130%，光度是太陽光度的7倍，來自外大氣層的有效溫度是6964K。使用史匹哲太空望遠鏡對該系統的觀測顯示，在波長為70微米的情況下，在統計學上有紅外過量的現象，這表明存在著星周盤，而且盤中物質的溫度低於70K。
南十字座η有一對光學伴星。伴星B的視星等為11.8等，在2010年的角距離是48.30角秒，方位角300°。伴星C的視星等為12.16等，在2000年的角距離是25.50”，方位角194°。

## 外部連結
- Kaler, James B., , Stars (University of Illinois),   [2016-10-08], （原始内容存档于2020-09-19）.